# Samoa
Nezavisna Država Samoa, kraće Samoa je otočna država u Tihom oceanu. Do 1997. zvala se Zapadna Samoa. Nalazi se na otprilike pola puta između Havaja i Novog Zelanda.

## Povijest
Samoa se sastoji od dva veća otoka, Upolu (na kojem živi većina stanovništva) i Savai'i, te sedam otočića. Pretpostavlja se da su je naselili doseljenici s Fidžija prije oko 3500 godina. Od 1899. do 1914. bila je kolonija Njemačke, a zatim je zemljom upravljao Novi Zeland do 1962. kada je, kao prva među državama Polinezije, postala neovisna. Glavna gradska naselja su: Apia (38.836), Vaitele (5200), Faleasi'u (3209), Vailele (3175). 

## Stanovništvo
Samoa je 2005. godine imala 184.000 stanovnka koji pripadaju u 7 raznih etničkih zajednica, to su: Angloamerikanci (200); Anglonovozelanđani (500); Englezi (100); Euronezijci (19.000); Han Kinezi (200); Maori (200), domaći Samoanci (164.000). Kršćanima se izjašnjava gotovo cijela zemlja. Najviše je protestanata i rimokatolika. 

## Jezici
Na Samoi postoje 2 jezika, i oba su službena, to su samoanski 199.000 (1999.) i engleski 200 (2004).

## Državno uređenje
Samoa je parlamentarna demokracija, a na čelu države nalazi se državni poglavar koji nosi titulu o le Ao o le Malo. Nakon smrti Malietoa Tanumafili II. 2007. godine, koji je dužnost obnašao doživotno, novog poglavara Tupua Tamasese Tupuola Tufuga Efi izabrao je jednodomni parlament (Fono), na vrijeme od pet godina. Parlament ima 49 zastupnika, kojima mandat traje pet godina. Izvršnu vlast obavlja vlada kojoj je na čelu premijer, koji uživa većinu u parlamentu, a formalno ga imenuje šef države.
Pravni sustav temelji se ne engleskom common law sustavu, s utjecajem lokalnih običaja. Vrhovni sud najviša je sudska instanca.

## Zemljopis
Samoa se nalazi južno od ekvatora, na pola puta između Havaja i Novog Zelanda u polinezijskoj regiji Tihog oceana. Ukupna površina zemlje je 2934 km², površina je usporediva sa Šibensko-kninskom županijom. Država se sastoji od dva velika otoka Upolu i Savai'i koji čine 99 % od ukupne površine zemlje, te osam otočića. Klima je ekvatorska, s prosječnom godišnjom temperaturom od 26,5 °C, kišna sezona je od studenog do travnja. 

## Distrikti
- A'ana
- Aiga-i-le-Tai
- Atua
- Fa'asaleleaga
- Gaga'emauga
- Gaga'ifomauga
- Palauli
- Satupa'itea
- Tuamasaga
- Va'a-o-Fonoti
- Vaisigano